# Alfred C. Stürken
Alfred Christian Andreas Stürken (* 25. November 1868 in Hamburg; † 14. September 1925 in Hamburg) war ein deutscher Kaufmann und Mitglied der Hamburgischen Bürgerschaft.

## Biografie
Stürken war der Sohn des Hamburger Kaufmannes Klaus Hinrich Stürken und seine Frau Caroline, geborene Plate. Stürken war in erster Ehe mit Emmy Traun verheiratet, der Tochter Hamburger Kaufmannes und Senators Heinrich Traun, in zweiter Ehe mit Else Steinorht. Er hinterließ 10 Kinder.
Stürken erhielt 1891 das Hamburgische Bürgerrecht. Seit 1893 war er Teilhaber der niederländisch-deutschen Firma Prins & Stürken. Im Jahr 1903 trennte sich Stürken von seinem Partner Arij Prins und trat in die mit seinem Schwiegervater, dem Hamburger Kaufmann und Senator Heinrich Traun gegründete Firma Traun, Stürken & Co. ein. Traun, Stürken & Co. besaß Gummiplantagen in Deutsch-Ostafrika und betrieb auch Handel mit Persien.
Stürken war vermögend, in der 1912 erschienen Rangliste der reichsten Hamburger ist Stürken mit einem Vermögen von rund 1,0 Millionen Mark unter den 200 reichsten Personen in Hamburg gelistet.
Von 1907 bis 1912 war Stürken Mitglied der Hamburgischen Bürgerschaft, er gehörte der Fraktion der Rechten an.
Alfred Stürken wurde in der Familiengrabstätte auf dem Friedhof Ohlsdorf beigesetzt. Sie liegt im Planquadrat T 6, westlich von Kapelle 1. 